# Segnungsgottesdienst
Ein Segnungsgottesdienst oder eine Segensfeier ist eine eigenständige Gottesdienstform, bei dem eine liturgische Segnungshandlung im Mittelpunkt steht. Segnungsgottesdienste bzw. Segensfeiern sind eine alte Tradition der Kirche.
In praktisch allen größeren Kirchen ist es heute möglich, Segnungsgottesdienste auf ökumenischer Basis durchzuführen, wobei sowohl die Mitglieder der beteiligten Kirchen wie auch andere Christen und Nichtchristen willkommen sind. Daher werden diese Feiern von den Kirchen oft auch als Möglichkeit gesehen, sich bewusst für Leute zu öffnen, die wenig Kontakt zur Kirche haben oder der Kirche ganz fern stehen.
Segnungsgottesdienste wenden sich gewöhnlich an eine bestimmte Personengruppe. In der charismatischen Bewegung gibt es allgemeine Segnungsgottesdienste, zu denen jeder eingeladen ist, der sich aus einem persönlichen Grund segnen lassen möchte, beispielsweise in einer persönlichen oder gesundheitlichen Krise oder am Beginn einer neuen Lebensphase.
Segnungen, auch Benediktionen genannt, werden in der römisch-katholischen Kirche zu den Sakramentalien gezählt. Grundsätzlich fallen Segnungen „in die Zuständigkeit des Priestertums aller Getauften“. Allerdings gilt: „Je mehr eine Segnung das kirchliche und sakramentale Leben betrifft, desto mehr ist ihr Vollzug dem geweihten Amt (Bischöfen, Priestern und Diakonen) [Vgl. Ben 16; 18] vorbehalten.“
Die römisch-katholische Kirche benutzt für Segnungen ein liturgisches Buch, das sogenannte Benediktionale. Vor allem in Bezug auf örtliche oder regionale Segenstraditionen, die Anlass zu Missverständnissen oder zum Aberglauben geben, wird dort gefordert, dass sie verbessert oder ersetzt werden sollen.

## Segnungsgottesdienste im Kirchenjahr
An vielen Orten haben Segnungsgottesdienste auch einen Platz im Kirchenjahr gefunden, in einigen Fällen als kirchliche Antwort auf weltliche Anlässe:
- In ländlichen Gegenden gibt es, oft an den Tagen vor Christi Himmelfahrt, Bitttage, an denen die Felder gesegnet werden.
- Am Valentinstag werden heute vielerorts – auch ökumenische[5] – Segnungsgottesdienste für liebende Menschen durchgeführt. Dies gilt für verheiratete und verlobte Paare, aber öfters auch explizit für alle verliebten unverheirateten Menschen, dabei auch Menschen, die nicht kirchlich heiraten können, wie etwa geschiedene Wiederverheiratete oder Homosexuelle,[6][7] wobei die katholische Kirche Wert darauf legt, dass Homosexuelle nur einzeln gesegnet werden.
- Am Tag der Kranken im März finden Segnungsgottesdienste für Kranke und ihre Angehörigen statt
- In manchen Gegenden finden im traditionell im Frühling Segnungsgottesdienste für Motorradfahrer im Rahmen eines Motorradgottesdiensts statt
- Am Muttertag gibt es Segnungsgottesdienste für Mütter und für Familien
- Um den 4. Oktober, den Gedenktag des hl. Franziskus können Haustier und Nutztiere gesegnet werden.
- Um den 24. Juli (Gedenktag des hl. Christophorus) werden vielerorts Fahrzeuge der Rettungsdienste gesegnet.[8]

## Segnungsgottesdienste zu besonderen Gelegenheiten
Viele Kirchen bieten Segnungsgottesdienste für Lebensübergänge oder für prägende Lebenssituationen an, beispielsweise
- Kindersegnung
- Gottesdienstliche Feiern anlässlich der Segnung gleichgeschlechtlicher Paare
- Segnung für werdende Eltern
- Einsegnungsgottesdienst bei Kindersegnungen anstelle der Taufe, Kommunitäten, Schwesternschaften und Diakonissen
- die Eröffnung eines Betriebs oder Geschäfts
- Abschluss eines kirchlichen Kurses für Erwachsenenbildung
- Silberne oder Goldene Hochzeit
- Aussendungsgottesdienst wenn Missionare, kirchliche Mitarbeiter in Übersee, in den Dienst ausgesandt werden

## Liturgie
Segnungsgottesdienste finden meist zusätzlich zu den normalen Gottesdiensten statt.
Passende Musik ist sehr wichtig, zur Einstimmung und zum Ausklang, aber oft auch während Einzelsegnungen stattfinden, ebenso zum Thema passende Lieder, deren Stil das Zielpublikum anspricht. In der Regel wird besonders darauf geachtet, dass die Teilnehmer Gelegenheit finden, sich aus ihrer Lebenssituation heraus einzubringen. Das kann durch Lieder oder einfache Wechselgebete geschehen, aber auch durch eine Gelegenheit, eigene Erfahrungen zu schildern.
Die Grundstruktur einer Segensfeier in den meisten Konfessionen besteht aus
- Eingangsmusik
- Eröffnung (Begrüßung, Einführung, Gebet)
- Schriftlesung
- Ansprache
- Segensgebet (oft anschließend Segnungen einzelner durch Handauflegen)
- Fürbitten
- Vaterunser
- Entlassung
- Ausgangsmusik

Oft werden nach der Begrüßung, Schriftlesung und Ansprache Lieder eingefügt, die gewissermaßen die Antwort der Teilnehmer darstellen.

## Andere Segenshandlungen
Neben Segnungsgottesdiensten gibt es auch Segenshandlungen, die außerhalb des Gottesdienstes stattfinden, beispielsweise:
- die Segnung einer neuen Wohnung
- die Segnung von Devotionalien und anderen Gegenständen oder Fahrzeugen
- Tiersegnungen
- Sternsingersegen
- In liturgisch geprägten oder charismatischen Gruppen ist es oft üblich, jemanden zu segnen, der eine neue Aufgabe übernimmt